# Gnowangerup Shire
Koordinaten: 33° 56′ S, 118° 0′ O

Das Shire of Gnowangerup ist ein lokales Verwaltungsgebiet (LGA) im australischen Bundesstaat Western Australia. Das Gebiet ist 4268 km² groß und hat etwa 1200 Einwohner (2016).
Gnowangerup liegt im Südosten des Staats etwa 300 Kilometer südöstlich der Hauptstadt Perth. Der Sitz des Shire Councils befindet sich in der Ortschaft Gnowangerup, wo etwa 600 Einwohner leben (2016).

## Verwaltung
Der Gnowangerup Council hat neun Mitglieder. Sie werden von allen Bewohnern des Shires gewählt. Gnowangerup ist nicht in Bezirke unterteilt. Aus dem Kreis der Councillor rekrutiert sich auch der Vorsitzende des Councils (Shire President).